# WHUオットー・バイスハイム経営大学院
WHUオットー・バイスハイム経営大学（WHUオットー・バイスハイムけいえいだいがく、英: WHU – Otto Beisheim School of Management）は、ドイツの私立大学。コブレンツ近郊のファレンダーとデュッセルドルフにキャンパスを構えるビジネススクールである。WHUという略称は、「Wissenschaftliche Hochschule für Unternehmensführung」という長い名称に由来する。1993年、最大の後援者であるオットー・バイスハイムに敬意を表し、「オットー・バイスハイム」という接尾辞が付けられた。国際的な評価では、WHUオットー・バイスハイム経営大学院は、ビジネス分野でヨーロッパ有数の大学である。

## 概要
WHUは、1984年にコブレンツ商工会議所の提唱により、「経済界で活躍する若手経営者を育成する、独立した国際志向のエリート大学」という基本コンセプトのもと、学術大学、すなわち大学格を持つ大学として設立された。同年、ラインラント＝プファルツ州経済省から正式に大学格を持つ学術大学として認められ、1988年にコブレンツ＝カルトハウゼからファレンダー中心部のマリエンブルクに移転した。
現在（2024年9月現在）、WHUには2007人の学生（博士課程の学生を含む）が在籍し、251人の職員と59人の教授（ジュニア・プロフェッサーを含む）が指導にあたっている。学部には、様々な講座やセンターのほか、管理会計・管理研究所（IMC）、キューネ物流管理研究所、産業経済研究所、ファミリービジネス・中小企業研究所（ifbm）がある。

## ランキング
2023年QS世界大学ランキングの「ビジネス&マネジメント研究」の分野では、WHUは世界128位。「アカウンティング&ファイナンス」の分野では、WHUは100位から150位にランクされている。2023年QS世界大学ランキングの個々の学位プログラム別ランキングでは、WHUは二桁順位に位置している。
例えば、WHUは世界296のMBAプログラムの中で59位にランクインしている。ドイツ語圏では、マンハイム・ビジネススクール（43位）、フランクフルト・スクール・オブ・ファイナンス＆マネジメント（45位）、ザンクトガレン大学（51位）だけがWHUより高い順位を獲得している。WHUは、176の経営学修士課程の世界比較で24位を獲得した。DACH地域では、ウィーン経済ビジネス大学（10位）とザンクトガレン大学（21位）だけが、より良い成績を収めた。ドイツ語圏では、ウィーン経済ビジネス大学（16位）とザンクトガレン大学（22位）のみが、ファイナンス修士課程でWHUを上回る成績を収めている。

## 卒業生
WHU同窓会は30年以上の歴史があり、世界84か国に約7,170人の会員がいる（2024年9月現在）。同協会の目的は、WHU-オットー・バイスハイム経営大学院の科学と研究を支援し、WHUの学生を支援し、卒業生間の連絡を維持することである。2012年、この独立した協会は、最も優れた「教育機関の活動への卒業生の統合」として、alumni-clubs.net（acn）から「Premium D-A-CH」卒業生賞を受賞した。
主な卒業生は以下の通り：
- Birgit Bohle、ドイツテレコムAGの最高人事責任者兼労働ディレクター
- Thomas Buberl、アクサ・グループのCEO
- Frauke Freifrau Marschall von Bieberstein、ベルン大学のドイツ人大学教授
- Jan Heitmann、ポーカー選手
- Andreas Herrmann、ザンクトガレン大学の大学教授 Gallen
- Verena Hubertz、連邦住宅・都市開発・建設省大臣
- Christoph Israng、ドイツ人外交官
- Harley Krohmer、スイス人大学教授・企業家、ベルン大学
- Ulrich Lichtenthaler、ドイツ人経済学者
- Andreas Nick、ドイツ連邦議会議員
- Margret Suckale、 ドイツテレコムAG監査役会メンバー
- Axel Wieandt、ドイツ人銀行経営者
- Saygin Yalcin、ドイツ人起業家
- Oliver Zipse、BMW AG取締役会長、EMBA 1999
- Oliver Samwer、ドイツ人起業家、共同創業者（Rocket Internet）（Jamba）（Alando）（Global Founders Capital）
- Annette Mann、オーストリア航空CEO